# Schloss Groß-Schweinbarth
Schloss Groß-Schweinbarth liegt im südlichen Teil der niederösterreichischen Marktgemeinde Groß-Schweinbarth. Seine Geschichte reicht bis ins 12. Jahrhundert zurück. Es zählt zu den Besitztümern der Familie Abensperg-Traun. Das Schloss steht unter Denkmalschutz (Listeneintrag).

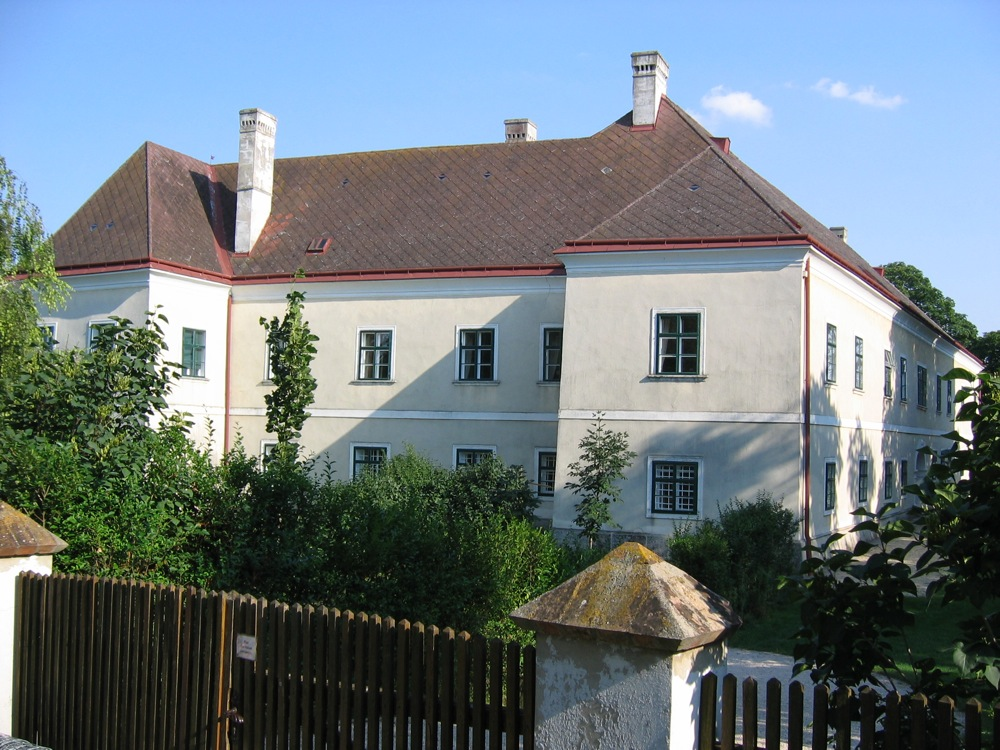
Schloss Groß-Schweinbarth

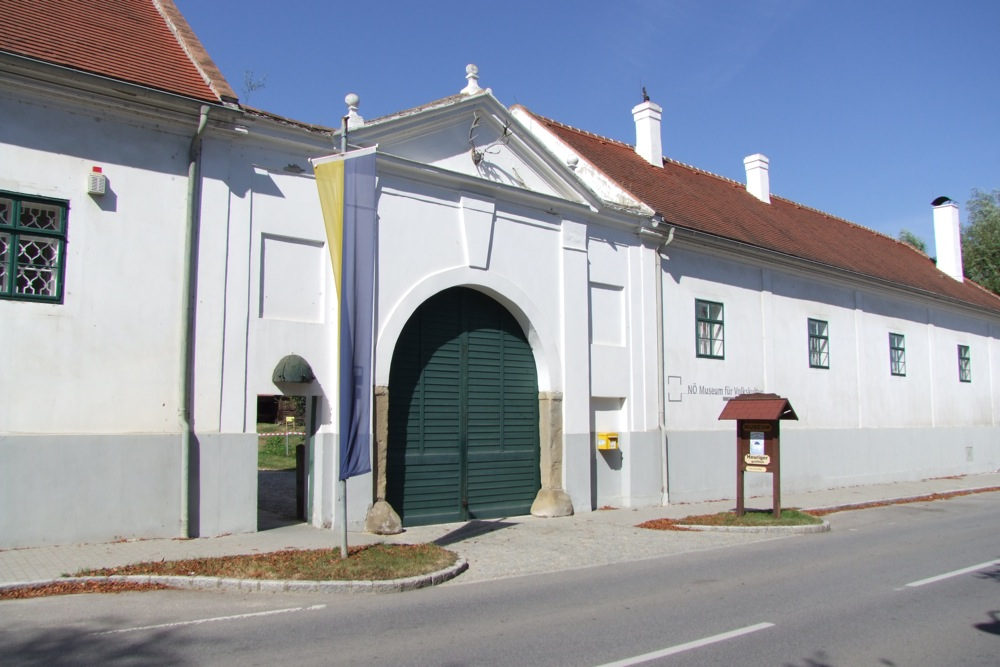
Zum Schloss gehöriger Gutshof

## Geschichte
Die Geschichte des Schlosses beginnt im 12. Jahrhundert, in dem der Name des Ortes als Suinwart oder Swinwart genannt wurde, welcher sich auf einen Hochstand für die Wildschwein-Jagd bezog. Noch vor 1280 wurde an dem Ort, an dem sich der Hochstand befand, eine Wasserburg errichtet, welche die Schweinbarther Bevölkerung bis Anfang des 14. Jahrhunderts in ihrem Eigenbesitz hatte.
Anschließend musste sich die Bevölkerung zunächst unter die Lehensherrschaft des Burggrafen von Nürnberg begeben. Als landesfürstliches Lehen wurde die Herrschaft den Bürgern später wieder übergeben. Des Weiteren befanden sich mehrere Besitztümer der Familie Kuenringer in dem Ort, mit welcher es vermehrt zu Problemen in Bezug auf deren Besitzabgrenzungen kam. Im Jahre 1375 wurde die Burg, der Markt und das Gericht zu Schweinbarth mit Zustimmung des Burggrafen Friedrich von Nürnberg von Nizzo II. von Kuenring seiner Gemahlin Margareta von Pottendorf verschrieben. In den nächsten Jahren wechselte der Besitz zu Schweinbarth und der Wasserburg mehrmals die Eigentümer. Schließlich gelang es 1658 dem Grafen Ernst von Abensperg und Traun, den Brandenburger Anteil von Groß-Schweinbarth zu erwerben. Drei Jahre später erhielt er käuflich auch die Wasserburg von Karl Johann Wilhelm von Schönkirchen hinzu. Das heutige Schloss geht auf einen Umbau der Wasserburg durch die Grafen Abensperg zurück, welches in den Jahren 1973/78 saniert wurde, da es 1945 im Zweiten Weltkrieg beschädigt wurde.

## Bauform
Das Schloss ist noch zum Teil von einem Burggraben umgeben, der jedoch bereits seit 1767 ausgetrocknet ist. Ursprünglich auf Holzpfählen gebaut, wurde das Gebäude im Jahre 1792 untermauert. Von der westlichen Straßenseite her ist das Gebäude zwei Stockwerke hoch, nach hinten erstrecken sich zwei ungleich lange Flügel. Diese bilden einen Ehrenhof, wobei die Hauptfront über den kürzeren Nordtrakt deutlich vorragt. Ein ebenfalls vorspringender Saalbau ist diesem an der Gartenseite angebaut, die offene Ostseite des Hofes schließt mit einer gewölbten Mauer ab. Der Nordtrakt des Schlosses war ursprünglich der aus kleinen Bruchsteinen erbaute Haupttrakt, bei dem es sich um die Wasserburg handelte. Die beiden anderen Trakte wurden erst unter den Grafen Abensperg-Traun aus Ziegeln erbaut.
Der westliche Trakt des Schlosses wurde unter Johann Adam Graf von Abensperg-Traun 1792/97 gebaut und fehlt daher auf dem Vischer-Stich von 1672. Im Jahr 1833 wurde auch der eingeschößige Südtrakt als Wirtschaftsgebäude aufgebaut. Auf der gegenüberliegenden Seite der Straße steht ein 1803 erneuerter Bau, welcher das ehemalige herrschaftliche Armenhaus war. Der anschließende Meierhof beinhaltet heute das volkskundliche Museum von Groß-Schweinbarth.